# Arne Maynard
Arne Maynard (geboren im 20. Jahrhundert in Dorset) ist ein englischer Gartengestalter. Maynard hat über einen Zeitraum von 25 Jahren über 200 Gärten geschaffen.

## Leben
Maynard stammt aus Dorset. Als Jugendlicher half er im Garten von Cranborne Manor. Er studierte zunächst Architektur, gab das Studium aber nach drei Jahren auf. Er arbeitete dann rund 18 Monate in einem Hotel in San Francisco, bevor er nach England zurückkehrte. Er arbeitete anschließend in einem Gartenbaubetrieb in West London, wo er Gärten für kleine Hinterhöfe entwarf.
Im Jahr 2000 half er Piet Oudolf beim Aufbau des „Gardens Illustrated“-Gartens auf der Gartenschau in Chelsea der Royal Horticultural Society, der als bester Garten (Best in Show) ausgezeichnet wurde. Mit einem Schaugarten für Laurent Perrier gewann er 2012 eine Goldmedaille.
Er gründete 1986 in London das Studio Arne Maynard Garden Design und gestaltet seitdem vor allem Gärten für größere Landhäuser. Es hat seinen Sitz inzwischen in Bath.
Seit den 1990er Jahren lebte er in dem Landsitz Guanoc House, einem ehemaligen Kloster bei Spalding in den Fens von Lincolnshire. Hier gestaltete er einen 5 ha großen Garten. 2006 erwarb er mit seinem Partner William Collinson den spätmittelalterlichen Wohnturm von Allt y Bela in den Black Mountains bei Usk in Monmouthshire, Süd-Wales, der ca. 1590 erbaut wurde und baute ihn zu einer Wohnung mit angeschlossener Pension (Bed und Breakfast) um. Das historische Gebäude ist in einem auffallenden Orange gestrichen. Durch die lokale Topographie bedingt, ist der Garten weniger rigide regelmäßig als sonst bei Maynard üblich.

## Stil
Maynards Stil ist traditionell. Er schätzt großzügige Rasenflächen, Bäume in aufwendigem Formschnitt, Frühlingszwiebeln wie Narzissen und Tulpen sowie rosenüberwucherte Veranden im Stil von Lutyens. Sorgfältig gestutzte Hecken und verflochtene Formschnitt-Bäume werden eingesetzt, um den Gartenraum zu unterteilen. Das Bild wird durch den Einsatz ausgewählter Wildblumen etwas aufgelockert. Er schätze es, Pflanzen dahin zu setzen, wo sie auch natürlich vorkommen, er wolle die Natur zähmen und manipulieren. Seine Küchengärten werden von Spalierobst und Beerenfrüchten bestimmt. Farblich wird seine Palette von Lila- und Purpurtönen dominiert.

## Gärten
- Guanock House, Lincolnshire,[4]
- The Laurent-Perrier Bicentenary Garden; RHS Chelsea Flower Show; ausgezeichnet mit einer Goldmedaille[5]
- Garten für einen Strandpavillon in Kuwait
- Palastgarten für Rania von Jordanien
- Neugestaltung der Gärten von Avray Tippings Mounton House bei Chepstow in Südwales[6]
- Holme Hale Hall, Norfolk,[7]
- English flower garden South Wood Farm, Devon[8]

## Publikationen
- Arne Maynard: The Gardens of Arne Maynard. Merrill, 2014. ISBN 978-1-85894-626-9
- Arne Maynard, Sue Seddon: Gardens with Atmosphere. Creating Gardens with a Sense of Place.Convan, 2001. ISBN 978-1-84091-158-9